# Włodarz (Góry Sowie)

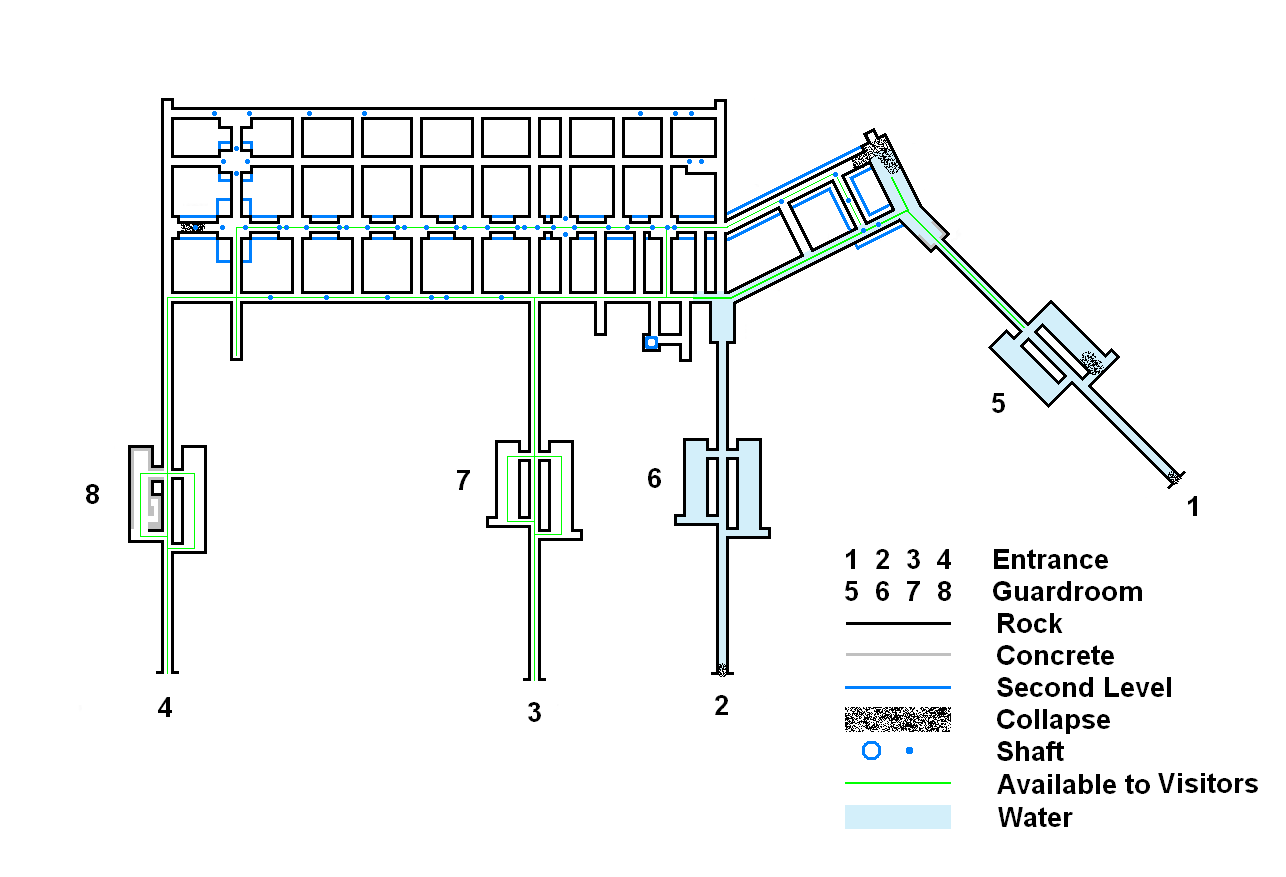
Sztolnie kompleksu Riese w masywie Włodarza

 Włodarz  (niem. Wolfsberg) – szczyt o wysokości 811 m n.p.m., w południowo-zachodniej Polsce, w Sudetach Środkowych, w Górach Sowich.
Góra położona w północno-zachodniej części pasma Gór Sowich, w małym grzbiecie Masywu Włodarza, około 2,2 km na zachód od centrum miejscowości Walim. Góra stanowi masyw oddzielnego pasma ciągnącego się na północny zachód od Przełęczy Sokolej przez Sokół, Osówkę, Moszną i Jaworek, a zakończonego Jedlińską Kopą i Strażową Górą.
Wzniesienie o stromych zboczach, z płaskim, wyrazistym, kopulastym wierzchołkiem.
Zbudowane z prekambryjskich gnejsów, nazywanymi przez geologów, gnejsami sowiogórskimi.
Wierzchołek i zbocza porośnięte w całości lasem świerkowym regla dolnego z domieszką buka.
Góra położona na terenie Parku Krajobrazowego Gór Sowich.
W masywie Włodarza udostępnione są do zwiedzania niemieckie sztolnie podziemnego kompleksu „Riese” z okresu II wojny światowej – najbardziej tajemnicze obiekty z tamtego okresu. Do zasadniczej części podziemnego kompleksu prowadzą trzy wejścia od strony północno-wschodniej i jedno od strony północnej.

## FiliaGroß-Rosen
W miejscowości znajdowała się filia obozu koncentracyjnego Groß-Rosen.

## Szlaki turystyczne
Piesze:
- czerwony – fragment Głównego Szlaku Sudeckiego prowadzący południowo-zachodnim zboczem pod szczytem z Jedlinki na Przełęcz Sokolą.
- niebieski – prowadzący zboczem południowo-zachodnim z Walimia do Głuszycy i dalej.

Narciarskie:
- czerwony szlak narciarski – z Głuszycy na Przełęcz Sokolą.